# Епархия Кришнагара
Епархия Кришнагара (лат. Dioecesis Krishnagarensis) — епархия Римско-католической церкви c центром в городе Кришнагар, Индия. Епархия Кришнагар входит в митрополию Калькутты. Кафедральным собором епархии Кришнагара является собор Святейшего Спасителя.

## История
В 1855 году Святой Престол учредил миссию Sui iuris Центральной Бенгалии, выделив её из апостольского викариата Западной Бенгалии (сегодня — Архиепархия Калькутты).
19 июля 1870 года Римский папа Пий IX выпустил бреве Ex debito Pastoralis, которым преобразовал миссию sui iuris в апостольскую префектуру Центральной Бенгалии.
1 сентября 1886 года апостольская префектура Центральной Бенгалии была преобразована в епархию. В 1886 году епархия Центральной Бенгалии была переименована в епархию Кришнагара.
15 декабря 1889 года епархия Кришнагара передала часть своей территории новой апостольской префектуре Ассама (сегодня — Архиепархия Шиллонга).
В 1897 году кафедральный собор был разрушен после землетрясения и через два года в 1899 году был построен новый кафедральный собор епархии Кришнагара.
25 мая 1927 года и 3 января 1952 года епархия Кришнагара передала часть своей территории для возведения новых епархий Динаджпура и Кхулны.

## Ординарии епархии
- епископ Albino Parietti (1855 — 30.11.1864);
- епископ Luigi Limana (1864 — 17.03.1870);
- епископ Antonio Marietti (август 1870 — 1878);
- епископ Francesco Pozzi (апрель 1879 — 22.10.1905);
- епископ Santino Taveggia (23.08.1906 — 18.01.1927) — назначен епископом епархии Динаджпура;
- епископ Stefano Ferrando (9.07.1934 — 26.11.1935) — назначен епископом епархии Шиллонга;
- епископ Louis La Ravoire Morrow (25.05.1939 — 31.10.1969);
- епископ Matthew Baroi (17.09.1973 — 4.04.1983);
- епископ Lucas Sirkar (22.06.1984 — 14.04.2000) — назначен вспомогательным епископом архиепархии Калькутты;
- епископ Joseph Suren Gomes (17.04.2002 — по настоящее время).

## Источник
- Annuario Pontificio, Ватикан, 2007
- Бреве Ex debito Pastoralis / Pii IX Pontificis Maximi Acta. Pars prima, Vol. V, Romae 1871, стр. 223  (лат.)